# Beckedorf
Beckedorf település Németországban, azon belül Alsó-Szászország tartományban. Lakosainak száma 1439 fő (2023. december 31.). Beckedorf Bad Nenndorf, Stadthagen és Rodenberg községekkel határos.

## Népesség
A település népességének változása:
| Lakosok száma | 1436 | 1453 | 1438 | 1454 | 1470 | 1439 |
|               | 2016 | 2017 | 2019 | 2021 | 2022 | 2023 |